# Karl Ludwig Ferdinand von Klüchtzner
Karl Ludwig Ferdinand von Klüchtzner (* Februar 1736 in Litauen; † 12. Januar 1809 in Bartenstein) war ein preußischer Generalmajor.

## Leben

### Herkunft
Seine Eltern waren der hessische Hauptmann und Herr auf Esterhof Gotthard Walter von Klüchtzner (* 1705) und dessen Ehefrau Wilhelmine, geborene von Westernhagen (* 1707; † 27. April 1790) aus dem Haus Leistungen.

### Militärkarriere
Klüchtzner kam im Jahr 1754 als Gefreitenkorporal in das Infanterieregiment „von Lehwaldt“ der Preußischen Armee. Während des Siebenjährigen Krieges kämpfte er in den Schlachten bei Groß-Jägersdorf, Zorndorf, Kay und Kunersdorf sowie dem Gefecht bei Maxen und den Belagerungen von Demmin und Kolberg. Bei Zorndorf und Kunersdorf wurde er verwundet. In der Zeit wurde er am 14. September 1757 Fähnrich, am 23. September 1758 Sekondeleutnant und am 11. Dezember 1762 Premierleutnant.
Nach dem Krieg avancierte Klüchtzner bis 1. März 1777 zum Kapitän und Kompaniechef. Als solcher nahm er 1778/79 am Bayerischen Erbfolgekrieg teil. Am 29. September 1788 wurde er Major und am 13. Oktober 1790 Bataillonskommandeur. Am 8. April 1791 erhielt Klüchtzner das Kommando über das Grenadierbataillon des Regiments. In dieser Eigenschaft nahm er 1794/95 am Feldzug in Polen teil. Für das Gefecht bei Magniszewo erhielt er am 11. November 1794 den Orden Pour le Mérite. Am 18. Januar 1786 stieg er zum Oberstleutnant auf und wurde am 9. Juni 1798 Oberst. Am 22. Oktober 1799 folgte seine Ernennung zum Regimentskommandeur. Am 20. Mai 1806 erhielt er die Beförderung zum Generalmajor mit Patent vom 28. Mai 1806. Während des Vierten Koalitionskrieges geriet Klüchtzner im Gefecht bei Waltersdorf in Gefangenschaft, wurde aber wieder befreit. Am 16. August 1807 erhielt er seine Demission mit einer Pension von 600 Talern. Nach der Niederlage Preußens wurde diese am 4. September 1807 auf 400 Taler reduziert. Er starb am 12. Januar 1809 in Bartenstein in Ostpreußen.

### Familie
Klüchtzner heiratete am 7. April 1776 in Romsdorf (Kreis Friedland) Katharina Wilhelmine Gräfin zu Eulenburg (* 15. Juli 1748; † 22. März 1803). Das Paar hatte folgende Kinder:
- Charlotte Polyxene Sophie Katharina (* 7. September 1776; † 6. April 1807) ⚭ Georg Friedrich Heinrich von Hohenlohe-Ingelfingen (1757–1803), preußischer Generalleutnant
- Karoline Friederike Wilhelmine (* 12. April 1778) ⚭ Hans von Hülsen (1776–1849), preußischer Generalmajor
- Jonas Kasimir (* 26. April 1780; † 18. Mai 1823), Rittmeister a. D.
- Alexander Hans Wilhelm (* 8. August 1784; † 16. Juli 1838), Oberst und Kommandeur des 17. Infanterie-Regiments in Wesel
- Wilhelmine Katharina Albertine (* 11. Dezember 1786; † 30. Juni 1811) ⚭ Wilhelm zu Eulenburg (1778–1865), preußischer Generalmajor